# 松平正敬
松平 正敬（まつだいら まさかた）は、江戸時代後期の大名。上総大多喜藩の第6代藩主。大河内松平宗家8代。

## 生涯
寛政6年（1794年）、第5代藩主松平正路の長男として生まれる。文化5年（1808年）、父の死去により跡を継ぎ、12月に叙任する。文政9年（1826年）9月27日、病気を理由に家督を弟で養子の正義に譲って隠居し、天保3年（1832年）7月16日に死去した。享年39。

## 系譜
父母
- 松平正路（父）
- 宣 - 中川久徳の長女（母）

正室
- 厚 - 松平信明の六女

側室
- 明石氏

子女
- 松平正和（長男） 生母は明石氏
- 松平輝聴（四男） 生母は明石氏

養子
- 松平正義 - 実弟